# Helikon (instrument)

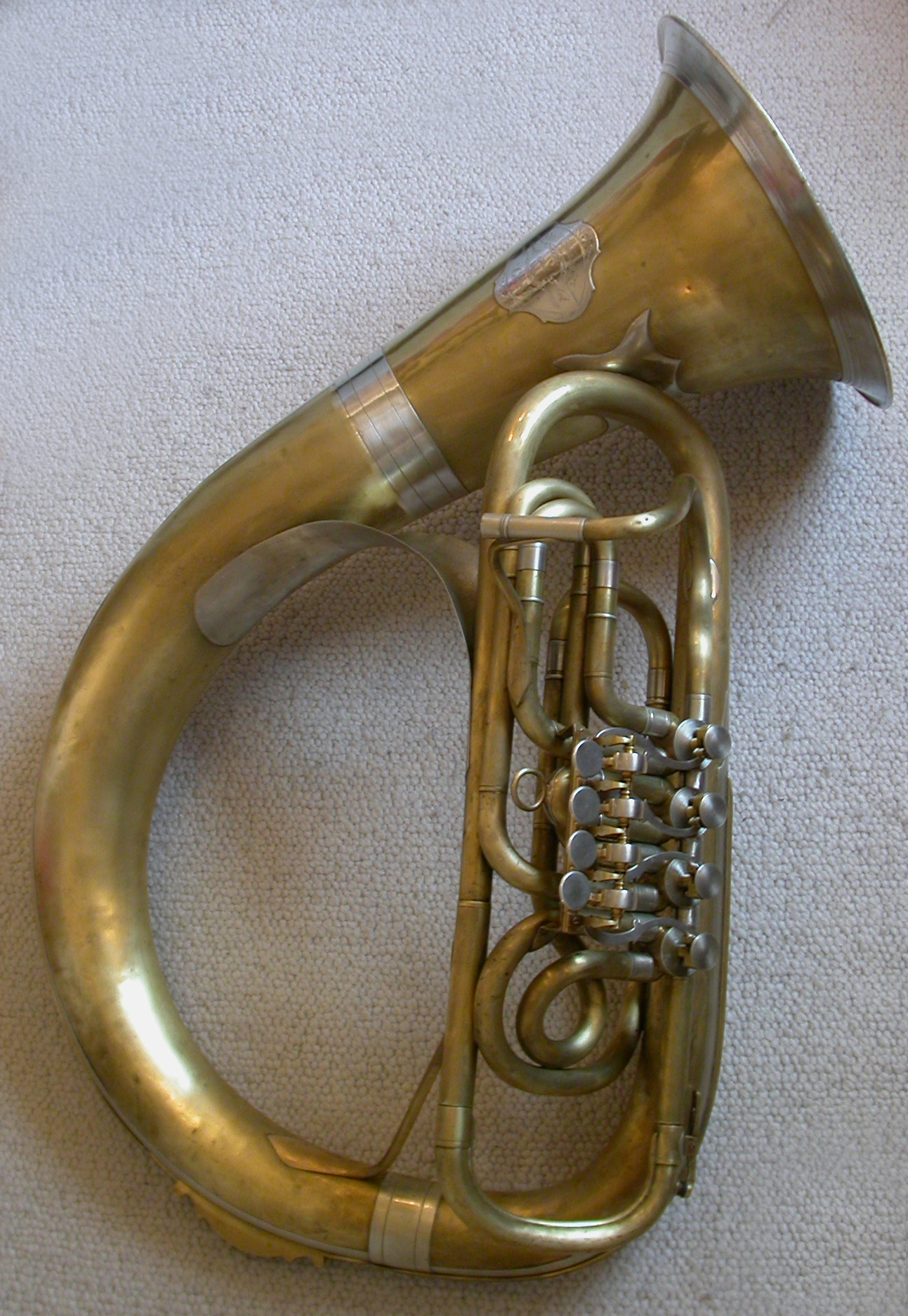
Helikon

Helikon (gr. helix – zwój, splot) – instrument dęty blaszany z grupy aerofonów ustnikowych o ustniku kociołkowatym; posiada niskie brzmienie, używany jest w orkiestrach dętych i marszowych Jest odmianą tuby basowej lub kontrabasowej w formie helikonowej (zaokrąglonym, owijającym grającego) najczęściej w stroju B lub Es. Skala od Fis kontra do d razkreślnego. Opracowany w 1845 r. przez Wiedeńczyka Ignacego Stowassera.